# جایزه وبلن
جایزهٔ وِبلِن یا جایزهٔ وِبلِن در هندسه جایزه‌ای است که هر سه سال یک بار از سوی انجمن ریاضی آمریکا به پژوهش‌های برتر در زمینهٔ هندسه و توپولوژی داده می‌شود. این جایزه در سال ۱۹۶۱ به یاد ریاضی‌دان آمریکایی اُسوالد وِبلِن بنیان نهاده شد. از نامدارترین دریافت‌کنندگان این جایزه می‌توان به استیو اسمیل، ویلیام ترستن، شینگ تونگ یائو، و یاکوف الیاشبرگ اشاره کرد.